# دولت آزاد کنگو
دولت آزاد کنگو یک دولت بزرگ در مرکز آفریقا میان سال‌های ۱۸۸۵ تا ۱۹۰۸ بود که در اتحاد شخصی با لئوپولد دوم، شاه بلژیک، بود. در ۲۹ مهٔ ۱۸۸۵ توسط پادشاه بلژیک، لئوپولد دوم، به عنوان دولت آزاد کنگو نام‌گذاری شد. دولت توسط یک شرکت غیردولتی زیر نظر شخص شاه اداره می‌شد تا اینکه دولت بلژیک در سال ۱۹۰۸ با اکراه ادارهٔ مستقیم آن را به دست گرفت.
عاقبت حکومت لئوپولد در کنگو به دلیل بدرفتاری فزاینده با مردمان بومی به بدنامی و رسوایی کشید. لئوپولد به اسم کمک به مردم محلی و توسعهٔ منطقه، در واقع عاج، لاستیک طبیعی، و مواد معدنی را از حوزهٔ کنگوی علیا استخراج می‌کرد و در بازار جهانی می‌فروخت. دولت آزاد کنگو تحت رهبری لئوپولد دوم به یکی از بزرگ‌ترین رسوایی‌های بین‌المللی اوایل قرن بیستم مبدل شد. گزارش راجر کیسمنت، کنسول بریتانیا، به دستگیری و مجازات مقامات سفیدپوست منجر شد که مسئول کشتارهای دورهٔ سفرهای اکتشافی برای جمع‌آوری لاستیک در ۱۹۰۳ بودند.
خشونت فزاینده مقامات این دولت علیه بومیان موجب شد تا بلژیک در سال ۱۹۰۸ کنترل کامل کنگو را به‌دست بگیرد و کنگوی بلژیک ایجاد شد.

## اکتشاف اولیه اروپا
دیگو کایو به اطراف دهانهٔ رودخانه کنگو در سال ۱۴۸۲ سفر کرد. تا اواسط قرن نوزدهم، کنگو که در قلب آفریقای مستقل بود، استعمارگران اروپایی به ندرت وارد شدند که با مقاومت شدید محلی همراه بود. جنگل‌های بارانی، باتلاق و مالاریا و سایر بیماری‌ها یک محیط دشوار برای اروپایی‌ها برای استقرار ایجاد می‌کرد. در غیاب مزایای اقتصادی واضح، کشورهای غربی در ابتدا تمایلی به استعمار کردن منطقه نداشتند.